# トリクロロベンゼン

1,2,3-トリクロロベンゼン

1,2,4-トリクロロベンゼン

1,3,5-トリクロロベンゼン

トリクロロベンゼン (trichlorobenzene, TCB) とは分子式C6H3Cl3を持つベンゼンの塩素置換誘導体のことである。互いに異性体の関係にある以下の三つの化合物がある。
- 1,2,3-トリクロロベンゼン
- 1,2,4-トリクロロベンゼン
- 1,3,5-トリクロロベンゼン

## ダイオキシン
トリクロロベンゼンを高温で加熱した場合、ダイオキシン類が発生するとされている。